# Džun Amano
Džun Amano (japonsky 天野 純, * 19. července 1991) je japonský fotbalista.

## Klubová kariéra
S kariérou začal v japonském klubu Yokohama F. Marinos. V roce 2019 přestoupil do belgického klubu KSC Lokeren.

## Reprezentační kariéra
Jeho debut za A-mužstvo Japonska proběhl v zápase proti Kostarice 11. září 2018.

## Statistiky
| Japonsko | Japonsko | Japonsko |
| Roky     | Záp.     | Góly     |
| -------- | -------- | -------- |
| 2018     | 1        | 0        |
| Celkem   | 1        | 0        |